# Propagación del cristianismo
El cristianismo comenzó como una religión surgida del judaísmo del Segundo Templo en el siglo I en la provincia del Imperio Romano de Judea, desde donde se extendió por todo el Imperio Romano y aún más allá.

## Orígenes
El cristianismo comenzó como una religión surgida del judaísmo en la Palestina romana" en el mundo helenístico sincretista del siglo I d. C., dominado por el derecho romano y la cultura griega. Comenzó con el ministerio de Jesús, que proclamó la llegada del Reino de Dios. Después de su muerte por crucifixión, se dice que algunos de sus seguidores vieron a Jesús, y proclamaron que estaba vivo y resucitado por Dios. La resurrección de Jesús "señaló a los primeros creyentes que los días del cumplimiento escatológico estaban cerca," y dio impulso en ciertas sectas cristianas a la exaltación de Jesús al estatus de Hijo divino y Señor del Reino de Dios y la reanudación de su actividad misionera.

## Edad apostólica

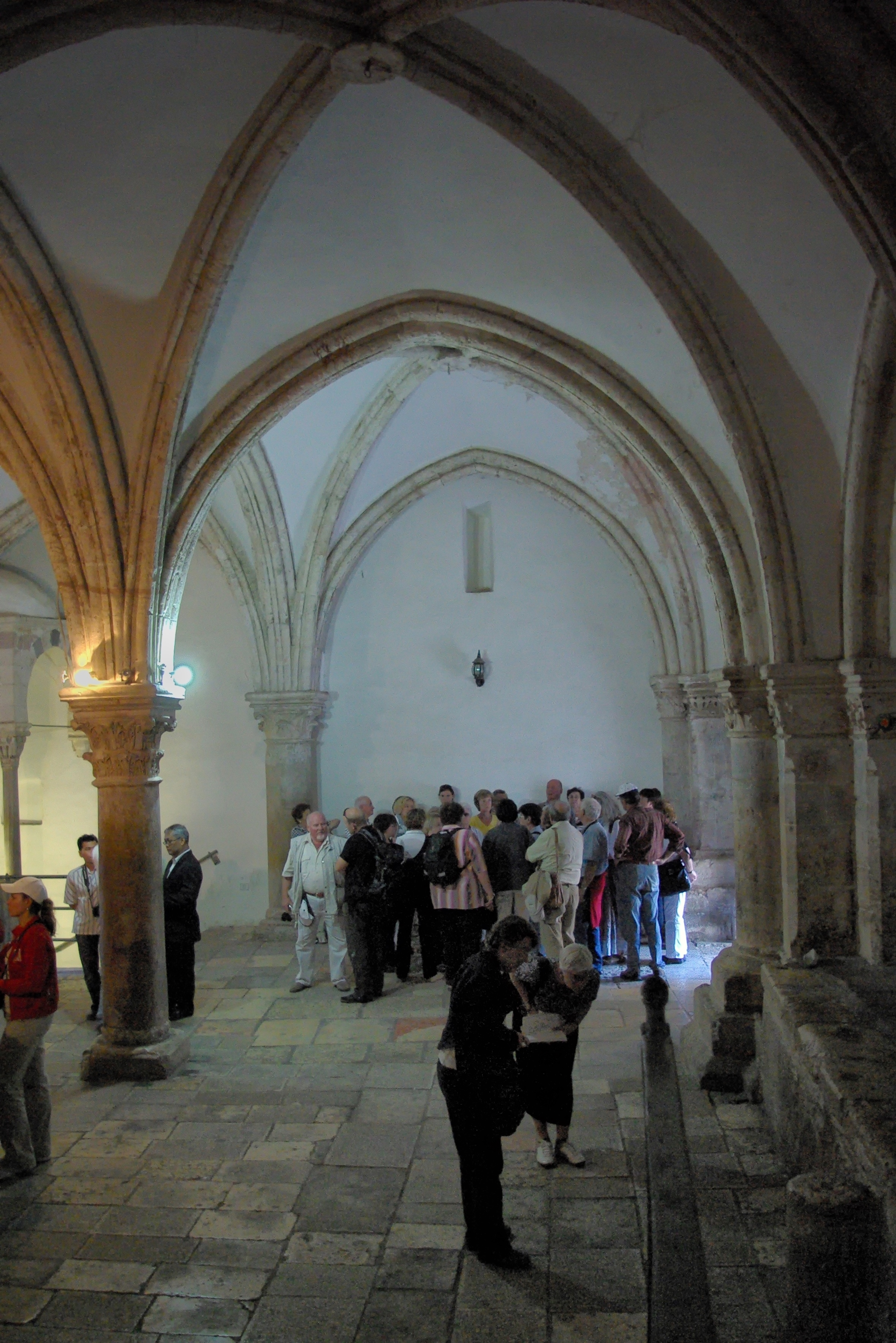
El Cenáculo en el Monte Sión, reivindicado como el lugar de la Última Cena y Pentecostés. Bargil Pixner afirma que la Iglesia de los Apóstoles original se encuentra bajo la estructura actual.

Tradicionalmente, los años que siguieron a Jesús hasta la muerte del último de los Doce Apóstoles se denomina Edad Apostólica, por las  actividades misioneras de los apóstoles. Según los Hechos de los Apóstoles, según la fiabilidad histórica de los Hechos de los Apóstoles, la primera iglesia cristiana, la Iglesia de Jerusalén, comenzó en Pentecostés con unos 120 creyentes, en una "habitación superior", que algunos creen que es el Cenáculo, donde los apóstoles recibieron el Espíritu Santo y salieron de su escondite tras la muerte y resurrección de Jesús para predicar y difundir su mensaje.
Los escritos del Nuevo Testamento describen lo que las iglesias cristianas ortodoxas llaman la Gran Comisión, un acontecimiento en el que se describe a Jesucristo resucitado instruyendo a sus discípulos para que difundan el su mensaje escatológico de la llegada del Reino de Dios a todas las naciones del mundo. La versión más famosa de la Gran Comisión se encuentra en Mateo 28:16-20, donde en una montaña de Galilea Jesús llama a sus seguidores a hacer discípulos y bautizar a todas las naciones en el nombre de Padre, Hijo y Espíritu Santo.
La Conversión de San Pablo, llevada a cabo en el camino de Damasco se registra por primera vez en Hechos 9:13-16. Pedro  bautizó al romano centurión Cornelio, tradicionalmente considerado el primer gentil convertido al cristianismo, en Acts 10. A partir de él se fundó la Iglesia de Antioquía. También se cree que fue allí donde se acuñó el término Cristianos.

### Actividad misionera
Tras la muerte de Jesús, el cristianismo comenzó primero como una religión surgida del judaísmo tal como se practicaba en la Provincia romana de Judea. Los primeros cristianos eran todos judíos, que constituían una Segundo Templo comunidad cristiana con una escatología apocalíptica.
La comunidad de Jerusalén estaba formada por "hebreos", judíos que hablaban arameo y griego, y "helenistas", judíos que sólo hablaban griego, posiblemente judíos de la diáspora que se habían reasentado en Jerusalén. Con el comienzo de su actividad misionera, los primeros cristianos judíos también empezaron a atraer prosélitos, gentiles total o parcialmente convertidos al judaísmo. Según Dunn, la persecución inicial de Pablo contra los cristianos probablemente se dirigió contra estos "helenistas" de habla griega debido a su actitud contra el Templo. Dentro de la comunidad cristiana judía primitiva, esto también los diferenciaba de los "hebreos" y de su observancia del Tabernáculo.
La actividad  misionera cristiana difundió "el Camino" y poco a poco creó primeros centros del cristianismo con adeptos gentiles en la mitad oriental del Imperio Romano, predominantemente de habla griega, y luego por todo el mundo helenístico e incluso más allá del Imperio Romano.. Las primeras creencias cristianas fueron proclamadas en el kerygma (predicación), algunas de las cuales se conservan en las escrituras del Nuevo Testamento. El mensaje evangélico primitivo se difundió oralmente, probablemente en aramea originalmente, pero casi inmediatamente también en griego.
El alcance de la misión judeocristiana se amplió con el tiempo. Mientras que Jesús limitó su mensaje a un público judío en Galilea y Judea, después de su muerte sus seguidores extendieron su alcance a todo Israel, y finalmente a toda la diáspora judía, creyendo que la Segunda Venida sólo ocurriría cuando todos los judíos hubieran recibido el Evangelio. Apóstoles y predicadores viajaron a comunidades judías alrededor del Mar Mediterráneo, e inicialmente atrajeron a judíos conversos. A los 10 años de la muerte de Jesús, los apóstoles habían atraído a entusiastas del "Camino" desde Jerusalén hasta Antioquía, Éfeso, Corinto, Tesalónica, Chipre, Creta, Alejandría y Roma. Más de 40 iglesias fueron establecidas por 100, la mayoría en Asia Menor, como las siete iglesias de Asia, y algunas en Grecia e Italia.
Según Fredriksen, cuando los primeros cristianos misioneros ampliaron sus esfuerzos misioneros, también entraron en contacto con gentiles atraídos por la religión judía. Con el tiempo, los gentiles llegaron a ser incluidos en el esfuerzo misionero de los judíos helenizados, trayendo a "todas las naciones" a la casa de Dios. Los "helenistas", judíos de la diáspora que hablaban griego y pertenecían al primer movimiento jesuita de Jerusalén, desempeñaron un papel importante en llegar a un público gentil y griego, sobre todo en Antioquía, que tenía una gran comunidad judía y un número significativo de gentiles "temerosos de Dios". Desde Antioquía, comenzó la misión a los gentiles, incluida la de Pablo, que cambiaría fundamentalmente el carácter del movimiento cristiano primitivo, convirtiéndolo finalmente en una nueva religión gentil. Según Dunn, diez años después de la muerte de Jesús, "el nuevo movimiento mesiánico centrado en Jesús empezó a modularse en algo diferente ... fue en Antioquía donde podemos empezar a hablar del nuevo movimiento como 'cristianismo'".

### Pablo y la inclusión de los gentiles

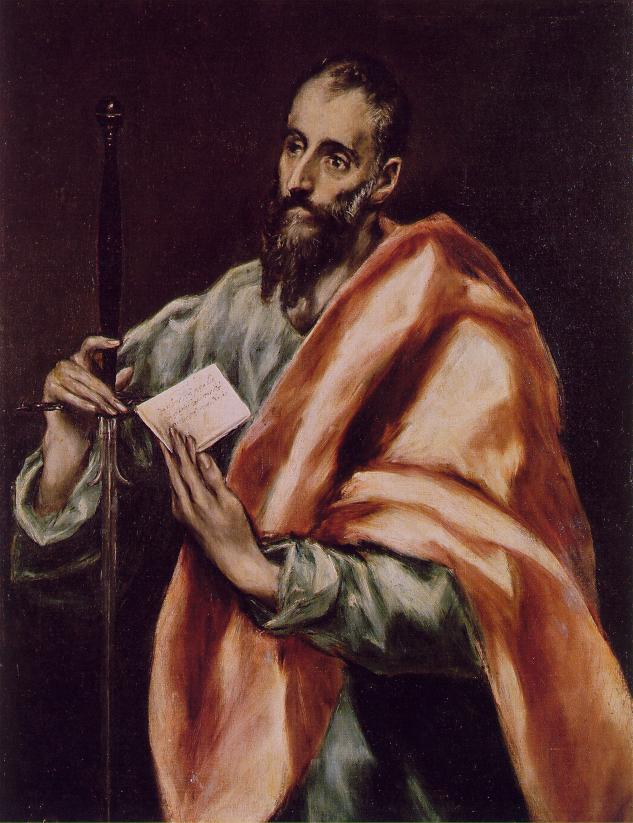
San Pablo, por El Greco

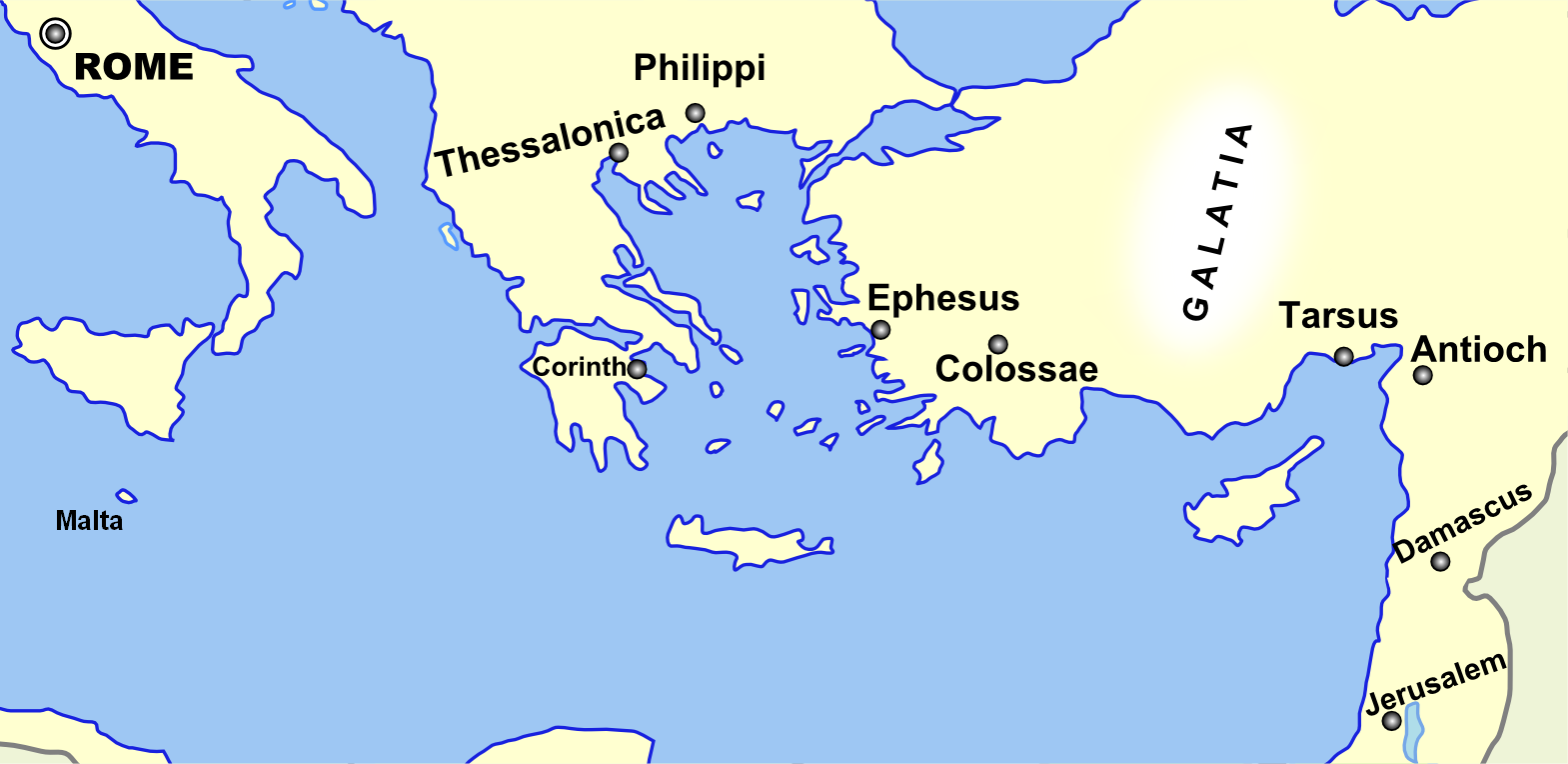
Cuenca mediterránea geografía relevante para la vida de Pablo, que se extiende desde Jerusalén en la parte inferior derecha hasta Roma en la parte superior izquierda.

Pablo fue responsable de llevar el cristianismo a Éfeso, Corinto, Filipos y Tesalónica. Según Larry Hurtado, "Pablo vio la resurrección de Jesús como el comienzo del tiempo escatológico predicho por los profetas bíblicos en el que las naciones paganas 'gentiles' se apartarían de sus ídolos y abrazarían al único Dios verdadero de Israel (por ejemplo, Zacarías 8:20-23), y Pablo se veía a sí mismo como especialmente llamado por Dios para declarar la aceptación escatológica de Dios de los gentiles y convocarlos a volverse a Dios."
Según Krister Stendahl, la principal preocupación de los escritos de Pablo sobre el papel de Jesús y la salvación por la fe no es la conciencia individual de los pecadores humanos y sus dudas sobre ser o no elegidos por Dios, sino que la principal preocupación es el problema de la inclusión de los gentiles (griegos) observantes de la Torá en la alianza de Dios. Los cristianos judíos "hebreos" se opusieron a las interpretaciones de Pablo, como ejemplificaron los ebionitas. La relajación de los requisitos en el cristianismo paulino abrió el camino a una Iglesia cristiana mucho mayor, que se extendía mucho más allá de la comunidad judía. La inclusión de los gentiles se refleja en Lucas-Hechos, que es un intento de responder a un problema teológico, a saber, cómo el Mesías de los judíos llegó a tener una Iglesia abrumadoramente no judía; la respuesta que ofrece, y su tema central, es que el mensaje de Cristo fue enviado a los gentiles porque los judíos lo rechazaron..

### Escisión con el judaísmo
Hubo un abismo que creció lentamente entre los cristianos gentiles y los judíos y los cristianos judíos, en lugar de una escisión repentina. Aunque comúnmente se piensa que Pablo estableció una iglesia gentil, pasaron siglos antes de que se manifestara una ruptura completa. Las crecientes tensiones condujeron a una separación más marcada que fue prácticamente completa en el momento en que los cristianos judíos se negaron a unirse a la La revuelta judía de Bar Khokba de 132. Ciertos acontecimientos se perciben como fundamentales en la creciente ruptura entre el cristianismo y el judaísmo.

## Período preniceno (siglos II-III)

### Imperio Romano

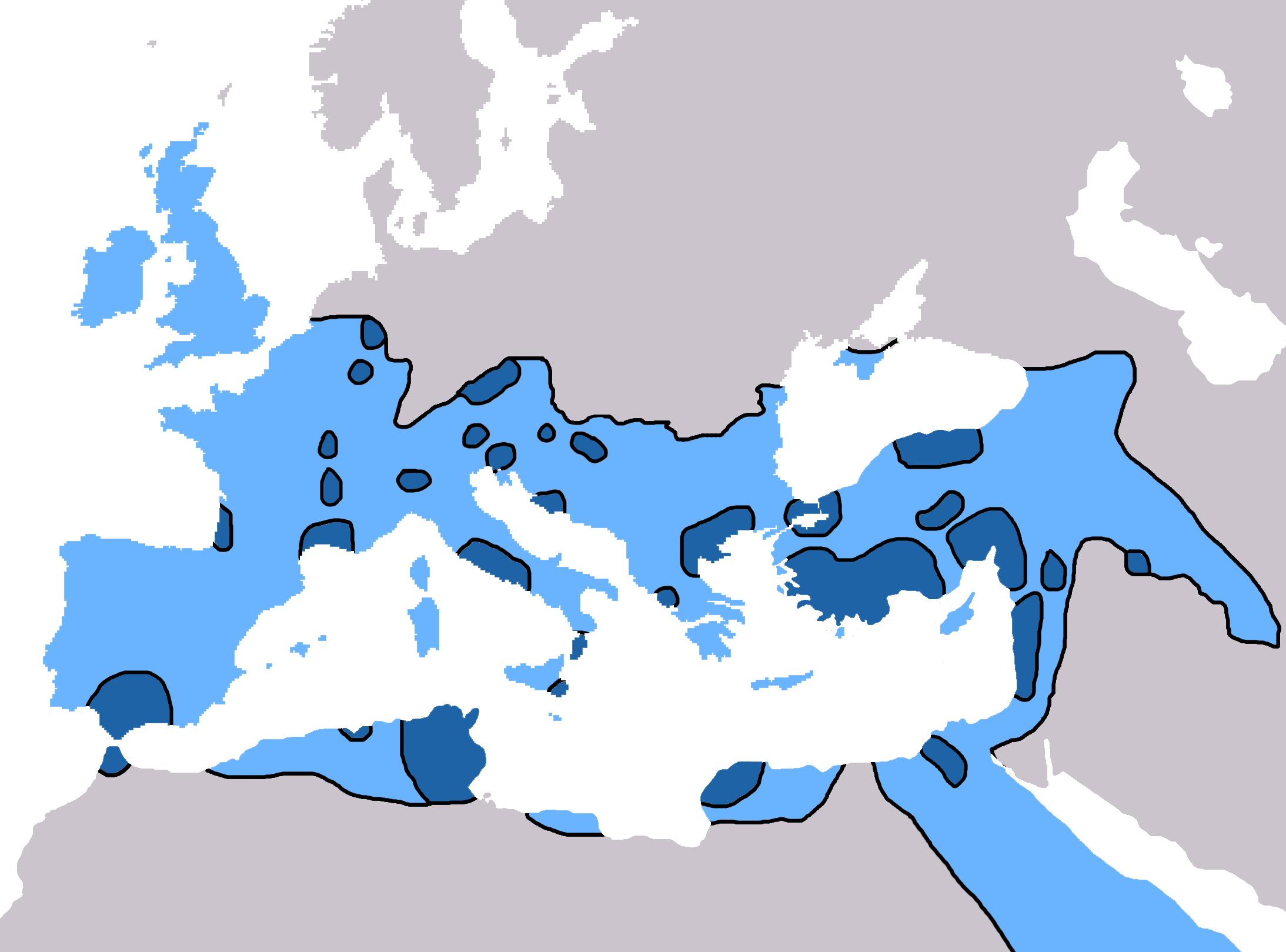
Difusión del cristianismo hasta 325 d.C.
Propagación del cristianismo hasta el 600 d. C.

#### Difusión
El cristianismo se extendió a los pueblos de habla aramea a lo largo de la costa mediterránea y también al interior del Imperio romano, y más allá en el Imperio Parto y el posterior Imperio Sasánida, incluyendo Mesopotamia, que fue dominada en diferentes momentos y en distintos grados por estos imperios. En el año 301 d. C., el Reino de Armenia se convirtió en el primer estado en declarar el cristianismo como su religión estatal, tras la conversión de la Casa Real de los Arsácidas en Armenia. Con el cristianismo como fe dominante en algunos centros urbanos, los cristianos representaban aproximadamente el 10% de la población romana hacia el año 300, según algunas estimaciones.
Hacia la segunda mitad del siglo II, el cristianismo se había extendido hacia el oeste por Media, Persia, Partia y Bactriana. Los veinte obispos y muchos presbíteros eran más bien misioneros itinerantes, que pasaban de un lugar a otro como Pablo y suplían sus necesidades con ocupaciones como las de comerciante o artesano.
Diversas teorías intentan explicar cómo el cristianismo logró extenderse con tanto éxito antes del Edicto de Milán (313). En El auge del cristianismo, Rodney Stark sostiene que el cristianismo sustituyó al paganismo principalmente porque mejoró la vida de sus adeptos de diversas maneras. Dag Øistein Endsjø sostiene que el cristianismo se vio favorecido por su promesa de una resurrección general de los muertos en el fin del mundo que era compatible con la creencia griega tradicional de que la verdadera inmortalidad dependía de la supervivencia del cuerpo. Según Will Durant, la Iglesia cristiana prevaleció sobre el paganismo porque ofrecía una doctrina mucho más atractiva, y porque los líderes eclesiásticos atendían las necesidades humanas mejor que sus rivales.
Bart D. Ehrman atribuye la rápida propagación del cristianismo a cinco factores: (1) la promesa de salvación y vida eterna para todos era una alternativa atractiva a las religiones romanas; (2) las historias de milagros y curaciones supuestamente demostraban que el único Dios cristiano era más poderoso que los muchos dioses romanos; (3) el cristianismo comenzó como un movimiento de base que proporcionaba a las clases bajas la esperanza de un futuro mejor en la otra vida; (4) el cristianismo apartó a los fieles de otras religiones, ya que se esperaba que los conversos renunciaran a adorar a otros dioses, algo inusual en la Antigüedad, donde era habitual adorar a muchos dioses; (5) en el mundo romano, convertir a una persona a menudo significaba convertir a toda la familia: si el cabeza de familia se convertía, decidía la religión de su mujer, sus hijos y sus esclavos.

#### Persecuciones y legalización
No hubo persecución de cristianos en todo el imperio hasta el reinado de Decio en el siglo III. Mientras el Imperio romano experimentaba la Crisis del siglo III, el emperador Decio promulgó medidas destinadas a restablecer la estabilidad y la unidad, entre ellas el requisito de que los ciudadanos romanos afirmaran su lealtad mediante ceremonias religiosas pertenecientes al Culto imperial. En 212, la ciudadanía universal había sido concedida a todos los habitantes del imperio nacidos libres, y con el edicto de Decio que imponía la conformidad religiosa en 250, los ciudadanos cristianos se enfrentaban a un conflicto insoluble: cualquier ciudadano que se negara a participar en la supplicatio de todo el imperio estaba sujeto a la pena de muerte. Aunque sólo duró un año, la persecución de Decio supuso un severo cambio con respecto a la anterior política imperial, según la cual los cristianos no debían ser buscados y perseguidos por ser intrínsecamente desleales. Incluso bajo Decio, los cristianos ortodoxos estaban sujetos a arresto sólo por su negativa a participar en la religión cívica romana, y no se les prohibía reunirse para el culto. Los gnósticos no parecen haber sido perseguidos.
El cristianismo floreció durante las cuatro décadas conocidas como la "Pequeña Paz de la Iglesia", comenzando con el reinado de Galieno (253-268), quien emitió el primer edicto oficial de tolerancia con respecto al cristianismo. La época de coexistencia terminó cuando Diocleciano lanzó la última y "Gran" Persecución en el año 303.
El Edicto de Tolerancia de Serdica fue promulgado en 311 por el emperador romano Galerio, poniendo fin oficialmente a la  persecución diocleciana del cristianismo en Oriente. Con la aprobación en 313 d. C. del Edicto de Milán, en el que los emperadores romanos Constantino el Grande y Licinio legalizaron la religión cristiana, cesó la persecución de los cristianos por parte del Estado romano.

### India
Según las leyendas tradicionales cristianas indias, tras una migración anterior de judíos, El cristianismo llegó por el sur de la Indio [Malabar]] a través de Tomás el Apóstol en el año 52 d. C. y de aquí surgió el Cristianismo tomasiano. Pero no hay pruebas contemporáneas de ello. Según los Hechos de Tomás del siglo III, Tomás sólo visitó el reino de Gondofares en el noroeste de la India (lo que hoy es Pakistán). Aunque se sabe poco del crecimiento inmediato de la iglesia, Bar-Daisan (154-223 d. C.) informa de que en su época había tribus cristianas en el noroeste de la India, que afirmaban haber sido convertidas por Tomás y tener libros y reliquias que lo demostraban. Ciertamente, en la época del establecimiento del Imperio sasánida (226 d. C.), había obispos de la Iglesia de Oriente en el noroeste de la India, Afganistán y Baluchistán, con laicos y clérigos dedicados por igual a la actividad misionera.

## Antigüedad tardía (313-476)

### Legalización y religión del estado romano

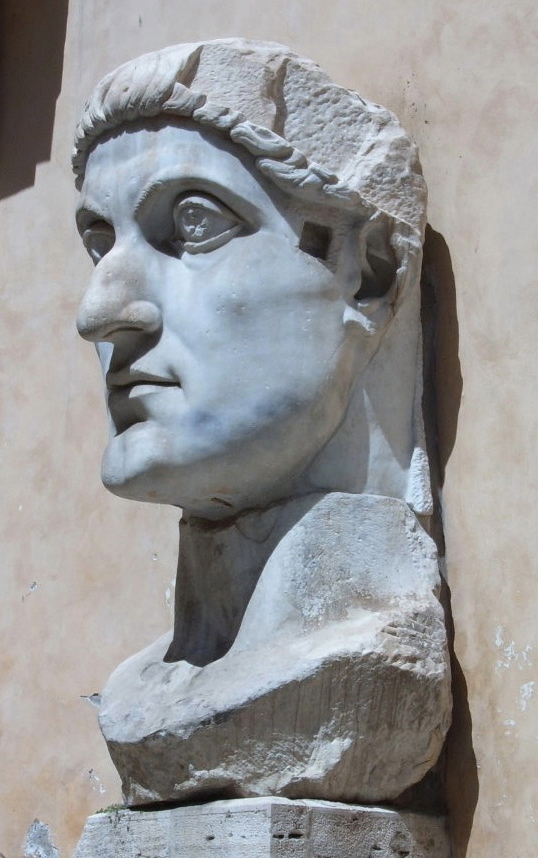
Cabeza de la estatua colosal de Constantino en los Musei Capitolini

En 313 a. C., Constantino y Licinio promulgaron el Edicto de Milán, legalizando oficialmente el culto cristiano. En 316, Constantino actuó como juez en una disputa norteafricana relativa a la controversia Donatista. Más significativamente, en 325 convocó el Concilio de Nicea, efectivamente el primer Concilio Ecuménico (a menos que el Concilio de Jerusalén sea clasificado como tal), para tratar principalmente la controversia Arrianismo, pero que también emitió el Credo de Nicea, que entre otras cosas profesaba la creencia en Una Santa Iglesia Católica Apostólica, el comienzo de la Cristiandad.
El 27 de febrero de 380, el Imperio Romano adoptó oficialmente el Trinitario Cristianismo niceno como su religión de Estado. Con anterioridad a esta fecha, Constancio II (337-361) y Valente (364-378) habían favorecido personalmente las formas arrianas o semiarrianas del cristianismo, pero el sucesor de Valente Teodosio I apoyó la doctrina trinitaria expuesta en el Credo Niceno.
En los varios siglos de cristianismo patrocinado por el estado que siguieron, paganos y cristianos heréticos fueron perseguidos rutinariamente por el Imperio y los muchos reinos y países que más tarde ocuparon el lugar del Imperio, pero algunos tribus germánicas permanecieron arrianos hasta bien entrada la Edad Media.

### Iglesia de Oriente
Históricamente, la iglesia cristiana más extendida en Asia fue la Iglesia de Oriente, la iglesia cristiana del Persia sasánida. Esta iglesia se conoce a menudo como la Iglesia nestoriana, debido a su adopción de la doctrina del nestorianismo, que enfatizaba la desunión de las naturalezas divina y humana de Cristo. También ha sido conocida como la Iglesia de Persia, la Iglesia Siria Oriental, la Iglesia Asiria y, en China, como la "Religión Luminosa".
La Iglesia de Oriente se desarrolló casi totalmente al margen de los Iglesias griega y romana. En el siglo V, respaldó la doctrina de Nestorio, Patriarca de Constantinopla de 428 a 431, especialmente tras el Cisma nestoriano después de la condena de Nestorio por herejía en el Concilio de Éfeso. Durante al menos mil doscientos años, la Iglesia de Oriente destacó por su celo misionero, su alto grado de participación laica, su superior nivel educativo y sus aportaciones culturales en los países menos desarrollados, y su fortaleza ante las persecuciones.

#### Imperios persas
La Iglesia de Oriente nació muy pronto en la zona de amortiguación entre el Imperio Parto y el Imperio Romano en la Alta Mesopotamia, y Edesa (actualmente Şanlıurfa), en el noroeste de Mesopotamia, fue desde los tiempos apostólicos el principal centro del cristianismo de lengua siríaca. Cuando los primeros cristianos se dispersaron por el extranjero a causa de las persecuciones, algunos encontraron refugio en Edesa. Comenzó así el movimiento misionero en Oriente, que se extendió gradualmente por Mesopotamia y Persia y hacia 280 d. C.. Aunque los gobernantes del Segundo Imperio Persa (226-640) también siguieron una política de tolerancia religiosa, al principio, más tarde otorgaron a los cristianos el mismo estatus que a una raza sometida. Estos gobernantes fomentaron el renacimiento de la antigua fe dualista persa del zoroastrismo y la establecieron como religión del Estado, con el resultado de que los cristianos se vieron sometidos cada vez más a medidas represivas. Sin embargo, no fue hasta que el cristianismo se convirtió en la religión del estado en Occidente cuando la enemistad hacia Roma se centró en los cristianos orientales.
La metrópoli Seleúcida asumió el título de "Catholicos", (Patriarca) y en el año 424 d. C. un concilio de la iglesia en Seleucia eligió al primer patriarca con jurisdicción sobre toda la iglesia de Oriente, incluyendo la India y Ceilán (Sri Lanka). El establecimiento de un patriarcado independiente con nueve metrópolis subordinadas contribuyó a una actitud más favorable por parte del gobierno persa, que ya no tenía que temer una alianza eclesiástica con el enemigo común, Roma.

#### Persecución en elsigloIV
Cuando Constantino se convirtió al cristianismo y el Imperio Romano, que antes era violentamente anticristiano, se volvió pro-cristiano, el Imperio Persa, sospechando de un nuevo "enemigo interior", se volvió violentamente anticristiano. La gran persecución cayó sobre los cristianos de Persia hacia el año 340. Aunque los motivos religiosos nunca fueron ajenos, la causa principal de la persecución fue política.
Fue hacia el año 315 cuando una desacertada carta del emperador cristiano Constantino a su homólogo persa Shapur II probablemente desencadenó el inicio de un ominoso cambio en la actitud persa hacia los cristianos. Constantino creía que escribía para ayudar a sus correligionarios persas, pero sólo consiguió desenmascararlos. Escribió al joven sha:

Me alegra oír que las provincias más bellas de Persia están adornadas con...cristianos...Puesto que usted es tan poderoso y piadoso, los encomiendo a su cuidado, y los dejo bajo su protección.
Era suficiente para que cualquier gobernante persa condicionado por 300 años de guerra con Roma sospechara de la aparición de una quinta columna. Cualquier duda persistente debe haberse disipado cuando unos veinte años más tarde, cuando Constantino comenzó a reunir sus fuerzas para la guerra en Oriente. Eusebio registra que los obispos romanos fueron preparados para acompañar a su emperador a "batalla con él y para él por los rezos al dios que toda victoria procede. Y al otro lado de la frontera, en territorio persa, el franco predicador persa Aphrahat predijo temerariamente, basándose en su lectura de las profecías del Antiguo Testamento, que Roma derrotaría a Persia.

No es de extrañar, pues, que cuando poco después comenzaron las persecuciones, la primera acusación contra los cristianos fuera que estaban ayudando al enemigo romano. La respuesta del sha Shapur II fue ordenar la doble imposición de impuestos a los cristianos y responsabilizar al obispo de su recaudación. Sabía que eran pobres y que al obispo le costaría encontrar el dinero. El obispo Simón se negó a dejarse intimidar. Tachó el impuesto de injusto y declaró: "Yo no soy recaudador de impuestos, sino pastor del rebaño del Señor". Entonces comenzaron las matanzas.
Un segundo decreto ordenó la destrucción de iglesias y la ejecución del clero que se negara a participar en el culto nacional al sol. El obispo Simón fue apresado y llevado ante el sah y le ofrecieron regalos para que hiciera una reverencia simbólica al sol, y cuando se negó, le tentaron astutamente con la promesa de que si sólo él apostataba su pueblo no sufriría ningún daño, pero que si se negaba estaría condenando a la destrucción no sólo a los líderes de la iglesia sino a todos los cristianos. Ante esto, los propios cristianos se sublevaron y se negaron a aceptar tal liberación por considerarla vergonzosa. Así que, según la tradición, en el año 344, fue conducido fuera de la ciudad de Susa junto con un gran número de clérigos cristianos. Cinco obispos y cien sacerdotes fueron decapitados ante sus ojos, y por último él mismo fue condenado a muerte.
Durante las dos décadas siguientes, los cristianos fueron perseguidos de un extremo a otro del imperio. A veces el patrón era una masacre general. Más a menudo, como Shapur decretó, se organizó intensamente la eliminación de los dirigentes de la iglesia, el clero. La tercera categoría de supresión fue la búsqueda de la parte de la comunidad cristiana más vulnerable a la persecución, los persas que se habían convertido de la religión nacional, el zoroastrismo. Como ya hemos visto, la fe se había extendido primero entre los elementos no persas de la población, judíos y sirios. Pero a principios del siglo IV, un número cada vez mayor de iraníes se sintió atraído por la fe cristiana. Para estos conversos, la pertenencia a la Iglesia podía significar la pérdida de todo: la familia, los derechos de propiedad y la vida misma. Los conversos de la "fe nacional" carecían de derechos y, en los años más oscuros de la persecución, a menudo eran ejecutados. En algún momento antes de la muerte de Shapur II en 379, la intensidad de la persecución disminuyó. La tradición la denomina persecución de los cuarenta años, que duró de 339 a 379 y terminó sólo con la muerte de Shapur.

### Cáucaso
El cristianismo se convirtió en la religión oficial de Armenia en 301 o 314, cuando el cristianismo aún era ilegal en el Imperio Romano. Algunos[¿quién?] afirman que la Iglesia Apostólica Armenia fue fundada por Gregorio el Iluminador de finales del siglo III - principios del IV, mientras que ellos remontan sus orígenes a las misiones de Bartolomé el Apóstol y Tadeo (Judas Tadeo) en el siglo I.
El cristianismo en Georgia (antigua Iberia) se remonta al siglo IV, si no antes. El rey ibero, Mirian III, se convirtió al cristianismo, probablemente en 326.

### Imperio de Axum (Eritrea y Etiopía )
Según el historiador occidental del siglo IV Rufino, fue  Frumectio quien llevó el cristianismo a Etiopía, a la ciudad de Axum) y fue su primer obispo, probablemente poco después del año 325.

### Pueblos germánicos

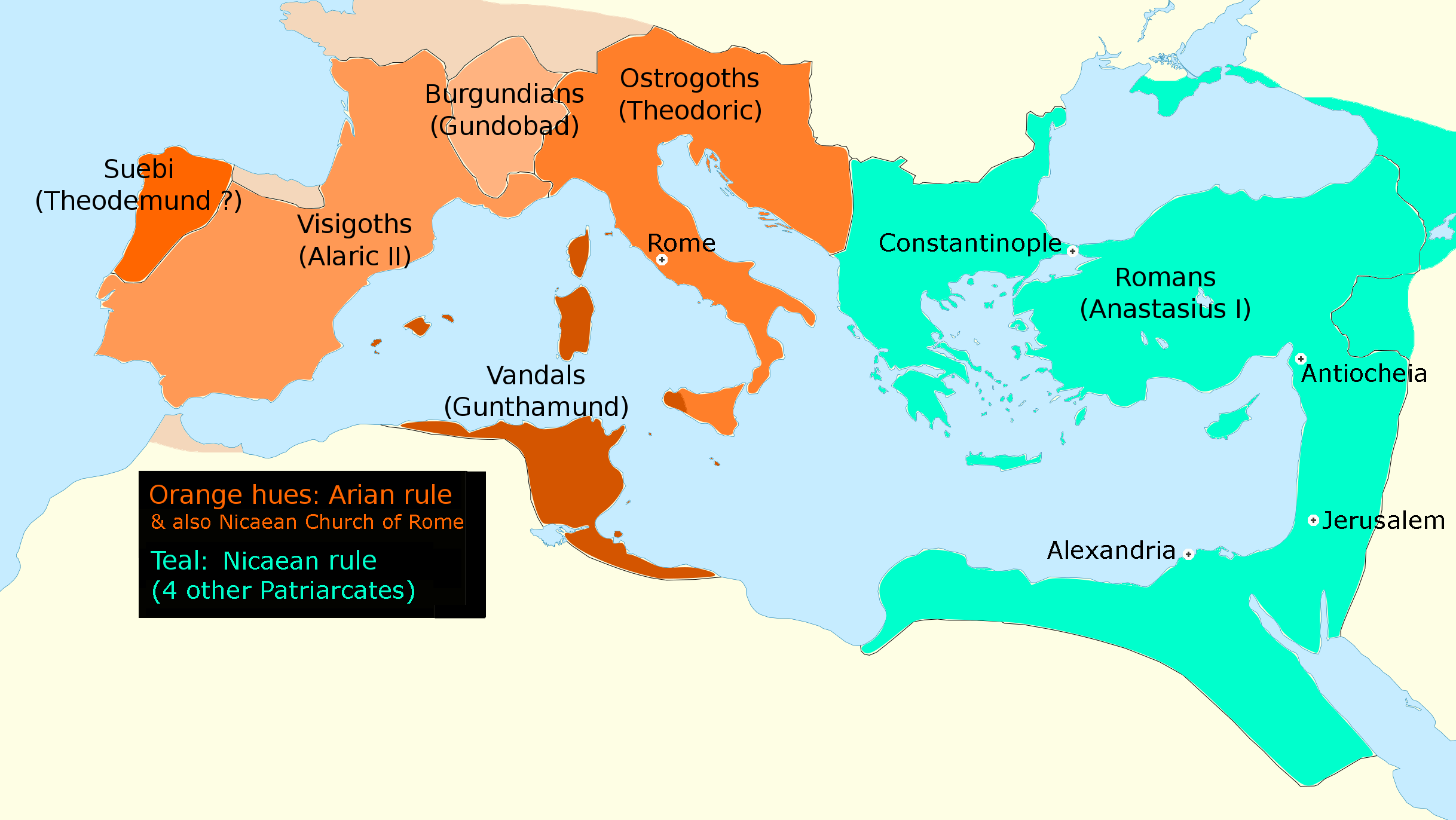
Situación del cristianismo en 495 AD

Los pueblos germánicos sufrieron una progresiva cristianización desde la Antigüedad tardía. En el siglo IV, el temprano proceso de cristianización de los diversos pueblos germánicos se vio en parte facilitado por el prestigio del Imperio Romano cristiano entre los paganos europeos. Hasta la Caída del Imperio romano de Occidente, las tribus germánicas que habían emigrado allí (con las excepciones de los sajones, francos y lombardos, véase más adelante) se habían convertido al cristianismo. Muchos de ellos, en particular los godos y vándalos, adoptaron el arrianismo en lugar de la trinitaria (a. Niceno u ortodoxas) que fueron definidas dogmáticamente por los Padres de la Iglesia en el Credo Niceno y el Concilio de Calcedonia. El ascenso gradual del cristianismo germánico fue, en ocasiones, voluntario, especialmente entre los grupos asociados con el Imperio Romano.
A partir del siglo VI d. C., las tribus germánicas fueron convertidas (y reconvertidas) por misioneros de la Iglesia católica.[cita requerida]
Muchos godos se convirtieron al cristianismo como individuos fuera del Imperio Romano. La mayoría de los miembros de otras tribus se convirtieron al cristianismo cuando sus respectivas tribus se establecieron dentro del Imperio, y la mayoría de los francos y anglosajones se convirtieron unas generaciones más tarde. Durante los siglos posteriores a la  Caída de Roma, como cisma entre las diócesiss leales al Papa de Roma en la Occidente y las leales a los otros Patriarcass en la Oriente, la mayoría de los pueblos germánicos (excepto los godos de Crimea y algunos otros grupos orientales) se aliarían gradualmente con la Iglesia católica en Occidente, sobre todo a raíz del reinado de Carlomagno.

#### Godos
En el siglo III, los pueblos germánicos orientales emigraron a Escitia. La cultura y la identidad góticas surgieron de diversas influencias germánicas orientales, locales y romanas. En el mismo período, los incursores godos tomaron cautivos entre los romanos, entre ellos muchos cristianos, (y los incursores apoyados por los romanos tomaron cautivos entre los godos).
Wulfila o Ulfilas era hijo o nieto de cautivos cristianos de Sadagolthina, en Capadocia. En 337 o 341, Wulfila se convirtió en el primer obispo de los godos (cristianos). Hacia 348, uno de los reyes godos (paganos) (reikos) comenzó a perseguir a los godos cristianos, y Wulfila y muchos otros godos cristianos huyeron a Mesia (en la moderna Bulgaria) en el Imperio Romano. Otros cristianos, entre ellos Wereka, Batwin, y Saba, murieron en persecuciones posteriores.
Entre 348 y 383, Wulfila tradujo la Biblia al idioma godo. Así, algunos cristianos arrianos de Occidente utilizaban las lenguas vernáculas, en este caso incluyendo el gótico y el latín, para los oficios, al igual que los cristianos de las provincias romanas orientales, mientras que la mayoría de los cristianos de las provincias occidentales utilizaban el latín.

#### Francos y Alemanes

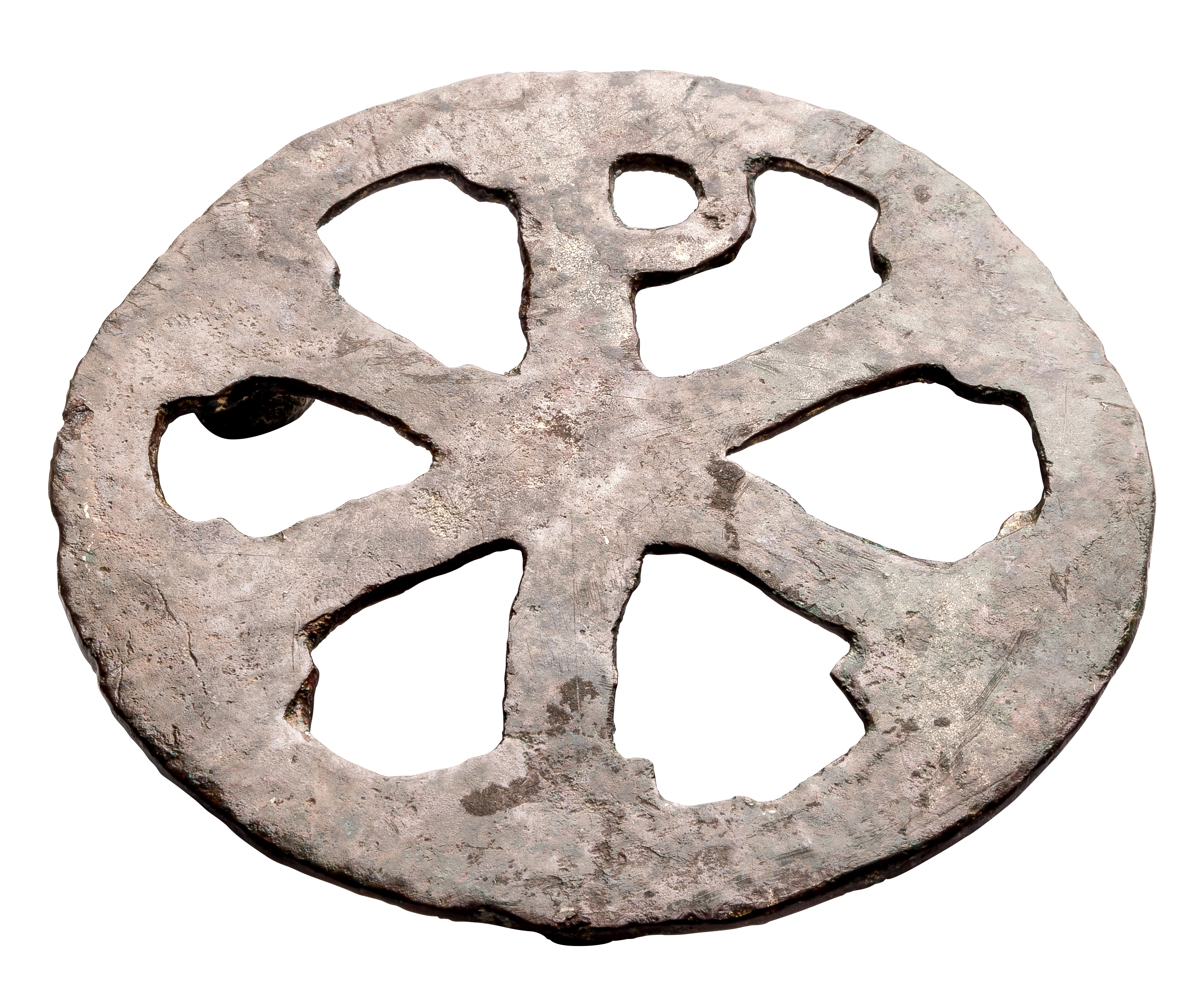
Aplique romano Chi Rho en bronce hallado en un asentamiento germánico en Neerharen (Bélgica), 375-450 d.C., Museo Galorromano (Tongeren)

Los francos y su dinastía gobernante merovingia, que habían emigrado a la Galia desde el siglo III, habían permanecido paganos al principio. Sin embargo, en la Navidad de 496, Clodoveo I tras su victoria en la  Batalla de Tolbiac se convirtió a la fe ortodoxa de la Iglesia Católica y se dejó bautizar en Reims. Los detalles de este acontecimiento han sido transmitidos por Gregorio de Tours.

## Fuera del Imperio Romano
El cristianismo se extendió a otros grandes estados premodernos, como el Reino de Axum, donde al igual que en el Imperio Romano, en Armenia y en Georgia, se convirtió en la  religión del estado; en estas zonas prospera hasta nuestros días. En otros, como el Imperio sasánida, la dinastía Tang en China, el Imperio mongol, y en muchas otras zonas, a pesar del éxito generalizado, nunca se convirtió en la religión del estado y ahora es practicada por pequeñas minorías.

## Otras lecturas
- Bart Ehrman (2018), The Triumph of Christianity: How a Forbidden Religion Swept the World